# Eustala fuscovittata
Eustala fuscovittata är en spindelart som först beskrevs av Eugen von Keyserling 1864.  Eustala fuscovittata ingår i släktet Eustala och familjen hjulspindlar. Inga underarter finns listade i Catalogue of Life.